# Біня
Біня (словац. Bíňa) — село, громада округу Нове Замки, Нітранський край. Кадастрова площа громади — 23.5 км². Протікає Блатнянський потік.
Населення 1436 осіб (станом на 31 грудня 2019 року).

## Історія
Біня згадується 1135 року.

## Населення
| Рік:            | 1994. | 2004.   | 2014.   | 2024.   |
| --------------- | ----- | ------- | ------- | ------- |
| Кількість осіб: | 1439  | 1466    | 1468    | 1403    |
| Різниця:        |       | +1,87 % | +0,13 % | -4,42 % |

| Рік:            | 2023. | 2024.   |
| --------------- | ----- | ------- |
| Кількість осіб: | 1411  | 1403    |
| Різниця:        |       | -0,56 % |